# Adam Reed (calciatore)
Adam Michael Reed, noto anche come Adam Tull (Hartlepool, 8 maggio 1991), è un calciatore filippino con cittadinanza britannica, centrocampista svincolato.

## Biografia
Reed è nato a Hartlepool da padre inglese a madre filippina.

## Caratteristiche tecniche
Centrocampista difensivo, è un giocatore grintoso e abile tatticamente. Poco dotato nella fase di impostazione, è tuttavia capace di reggere il reparto e di fungere da equilibratore nelle due fasi di gioco.

## Carriera

### Club
Reed muove i suoi primi passi calcistici con il Sunderland, con cui passa in prima squadra nel 2009. Nel corso delle tre stagioni successive passa in prestito per diverse squadre di League One e League Two, grazie alle quali trova continuità di gioco.
Nel 2013 fa quindi ritorno al Sunderland, ma non rientrando nei piani dell'allenatore Paolo Di Canio viene ceduto a titolo definitivo al Burton Albion. L'anno successivo passa allo York City e quindi al Darlington, prima di essere acquistato dal Whitley Bay. Al termine di due stagioni con i Seahorses, dove è utilizzato principalmente come riserva, si trasferisce nel campionato filippino presso gli Stallion. Nell'aprile 2016 è acquistato dai rivali del Kaya-Iloilo.
Il 19 gennaio 2018 il giocatore passa ai mindanaoensi dei Davao Aguilas.

### Nazionale
Nel novembre 2017 Reed riceve la convocazione da parte del CT ad interim della Nazionale filippina Marlon Maro in occasione del Torneo Internazionale della CTFA 2017. Compie il suo debutto con la maglia degli Azkals il 1º dicembre seguente, giocando da titolare nella vittoria per 1-3 contro il Laos.

## Statistiche

### Cronologia presenze e reti in nazionale
| Cronologia completa delle presenze e delle reti in nazionale ― Filippine | Cronologia completa delle presenze e delle reti in nazionale ― Filippine | Cronologia completa delle presenze e delle reti in nazionale ― Filippine | Cronologia completa delle presenze e delle reti in nazionale ― Filippine | Cronologia completa delle presenze e delle reti in nazionale ― Filippine | Cronologia completa delle presenze e delle reti in nazionale ― Filippine | Cronologia completa delle presenze e delle reti in nazionale ― Filippine | Cronologia completa delle presenze e delle reti in nazionale ― Filippine |
| Data                                                                     | Città                                                                    | In casa                                                                  | Risultato                                                                | Ospiti                                                                   | Competizione                                                             | Reti                                                                     | Note                                                                     |
| ------------------------------------------------------------------------ | ------------------------------------------------------------------------ | ------------------------------------------------------------------------ | ------------------------------------------------------------------------ | ------------------------------------------------------------------------ | ------------------------------------------------------------------------ | ------------------------------------------------------------------------ | ------------------------------------------------------------------------ |
| 1-12-2017                                                                | Taipei                                                                   | Laos                                                                     | 1 – 3                                                                    | Filippine                                                                | Amichevole                                                               | -                                                                        |                                                                          |
| 3-12-2017                                                                | Taipei                                                                   | Taiwan                                                                   | 3 – 0                                                                    | Filippine                                                                | Amichevole                                                               | -                                                                        | 85’                                                                      |
| 5-12-2017                                                                | Taipei                                                                   | Timor Est                                                                | 1 – 0                                                                    | Filippine                                                                | Amichevole                                                               | -                                                                        |                                                                          |
| 6-9-2018                                                                 | Riffa                                                                    | Bahrein                                                                  | 1 – 1                                                                    | Filippine                                                                | Amichevole                                                               | -                                                                        | 74’                                                                      |
| 17-11-2018                                                               | Kuala Lumpur                                                             | Timor Est                                                                | 2 – 3                                                                    | Filippine                                                                | Coppa AFF 2018 - Gruppo B                                                | -                                                                        | 80’                                                                      |
| 2-12-2018                                                                | Bacolod                                                                  | Filippine                                                                | 1 – 2                                                                    | Vietnam                                                                  | Coppa AFF 2018 - Semifinale (Andata)                                     | -                                                                        | 77’                                                                      |
| 6-12-2018                                                                | Hanoi                                                                    | Vietnam                                                                  | 2 – 1                                                                    | Filippine                                                                | Coppa AFF 2018 - Semifinale (Ritorno)                                    | -                                                                        |                                                                          |
| 7-1-2019                                                                 | Dubai                                                                    | Corea del Sud                                                            | 1 – 0                                                                    | Filippine                                                                | Coppa d'Asia 2019 - 1º turno                                             | -                                                                        | 78’                                                                      |
| 16-1-2019                                                                | Dubai                                                                    | Kirghizistan                                                             | 3 – 1                                                                    | Filippine                                                                | Coppa d'Asia 2019 - 1º turno                                             | -                                                                        | 60’                                                                      |
| Totale                                                                   |                                                                          | Presenze                                                                 | 9                                                                        |                                                                          | Reti                                                                     | 0                                                                        |                                                                          |